# کیلین کایل
کیلین کایل (انگلیسی: Kaylyn Kyle؛ زادهٔ ۶ اکتبر ۱۹۸۸) بازیکن فوتبال زن اهل کانادا است.
از باشگاه‌هایی که در آن بازی کرده‌است می‌توان به باشگاه فوتبال اورلندو پراید، بوستون بریکرز، هیوستون دش، باشگاه فوتبال رین و باشگاه فوتبال پورتلند تورنز اشاره کرد.